# María Morena
Pour plus de détails, voir Fiche technique et Distribution.
María Morena est un film espagnol réalisé par José María Forqué et Pedro Lazaga, sorti en 1952.

## Fiche technique
- Titre : María Morena
- Réalisation : José María Forqué et Pedro Lazaga
- Scénario : Francisco Naranjo, Pedro Lazaga et José María Forqué
- Musique : Jesús García Leoz
- Photographie : Manuel Berenguer
- Montage : María Rosa Ester
- Production : Miguel Herrero et Juan N. Solórzano
- Société de production : Producciones Cinematográficas Ariel
- Pays de production :  Espagne
- Genre : Drame et film musical
- Durée : 75 minutes
- Dates de sortie : 
  - Espagne : 2 juin 1952
  - France : 2 décembre 1953

## Distribution
- Paquita Rico : María Morena
- José María Mompí : Fernando
- Rafael Luis Calvo : Cristóbal
- Félix de Pomés : Juan Montoya
- Alfonso Muñoz : Don Chirle
- Consuelo de Nieva : María Pastora

## Distinctions
Le film a été présenté en sélection officielle en compétition au Festival de Cannes 1952.